# Bethesda (Ohio)
Bethesda é uma vila localizada no estado norte-americano de Ohio, no Condado de Belmont.

## Demografia
Segundo o censo norte-americano de 2000, a sua população era de 1413 habitantes. 
Em 2006, foi estimada uma população de 1370, um decréscimo de 43 (-3.0%).

## Geografia
De acordo com o United States Census Bureau tem uma área de 
1,7 km², dos quais 1,7 km² cobertos por terra e 0,0 km² cobertos por água. Bethesda localiza-se a aproximadamente 317 m acima do nível do mar.

## Localidades na vizinhança
O diagrama seguinte representa as localidades num raio de 16 km ao redor de Bethesda. 